# 키마이라

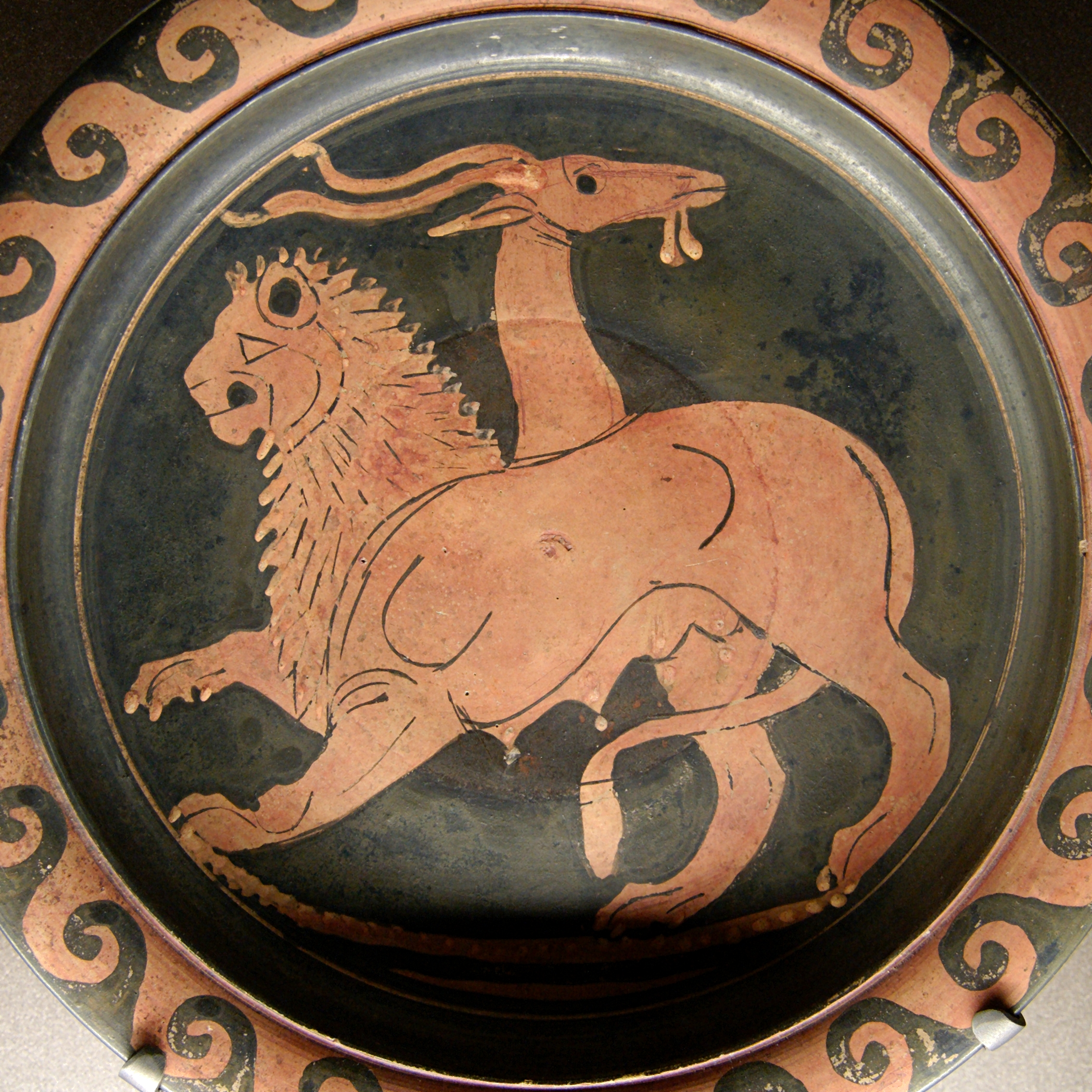
키마이라 아풀리아 판(ca 350-340 BCE, 루브르)

키마이라(그리스어: Χίμαιρα, 영어: Chimaera) 또는 키메라(영어: Chimera)는 그리스 신화에 나오는 소아시아 리키아의 괴물 피조물이다. 키마이라는 머리는 사자, 몸통은 염소, 꼬리는 뱀 또는 용의 모양 등 다양한 동물들의 부분으로 만들어졌다고 한다. 키마이라 역시 티폰과 에키드나의 자식이다. 고대에도 키마이라는 리키아 토양의 화산 특성의 상징으로 여겨졌다. 크테시아스는 키마이라가 영구적인 가스 방출 영역이라는 것을 확인하였는데 그것은 아직도 터키 남서부의 소풍지에서 발견된다. 참고로, 유전학 용어인 키메라는 키마이라에서 유래되었다.

## 개요
헤시오도스의 신들의 계보에 의하면 키마이라는 티폰과 에키드나의 자식으로 하데스의 수문장 케르베로스와 레르나의 독사 히드라, 오르토스가 형제이다. 키마이라는 호머의 일리아스에서 앞은 사자 중간은 염소, 뒤는 뱀으로 이루어져있으며 입에서 불을 내뿜는다고 묘사된다. 그녀의 세 머리(사자, 염소, 뱀)중 가운데 머리가 불을 내뿜어 가장 위험했으며, 일대 사람과 짐승을 죽이고 농작물과 숲을 태우는 등의 해를 끼쳤다. 벌핀치의 그리스 로마신화에 의하면 키마이라가 거주하던 곳은 리키아라는 지역으로, 현재 터키 남서부에 위치한 안탈리아가 바로 그 곳이다. 1811년 프란시스 보퍼트가 안탈리아의 올림포스 산 근처에 있는 터키어로 Yanartaş라 불리는 곳을 발견하고 그 곳이 키메라산임을 확인했다. 키메라산 꼭대기에는 천연가스와 지형조건으로 인한 꺼지지 않는 불길이 현재까지도 지속되고 있다. 또한 과거 이 산에는 따듯한 꼭대기에는 사자무리가, 중턱 목초지에는 염소가 그리고 산 전반에 걸쳐 다수의 독사가 살고 있었다고 한다. 고대 그리스인들은 이런 형태의 산을 보고 키메라를 상상해 냈다고 추측된다. 키마이라는 페가소스를 가진 벨레로폰에 의해 죽는다.

## 대중문화
- RPG 게임 타이탄 퀘스트에서 아시아 스테이지의 첫 번째 보스 몬스터로 등장한다. 이쪽은 케르베로스와 비슷하게 가운데 머리와 꼬리는 뱀이고 오른쪽 머리와 뒷다리는 염소, 왼쪽 머리와 몸통, 앞다리는 사자의 형태를 하고 있다.

## 갤러리

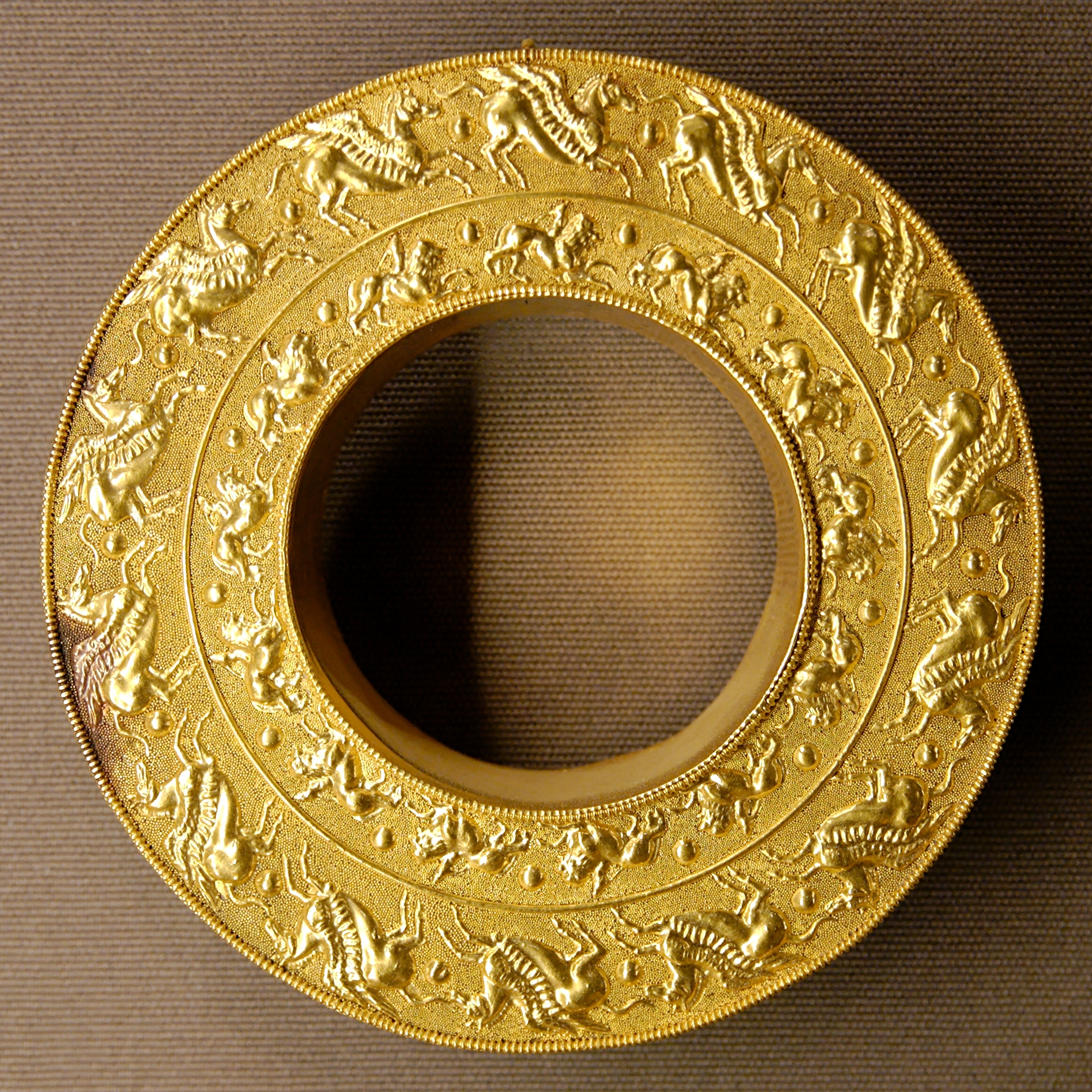
금 릴, 페가수스(바깥쪽), 키마이라(안쪽), 마그나 그래시아 또는 에트루리아(기원전 4세기, 루브르)
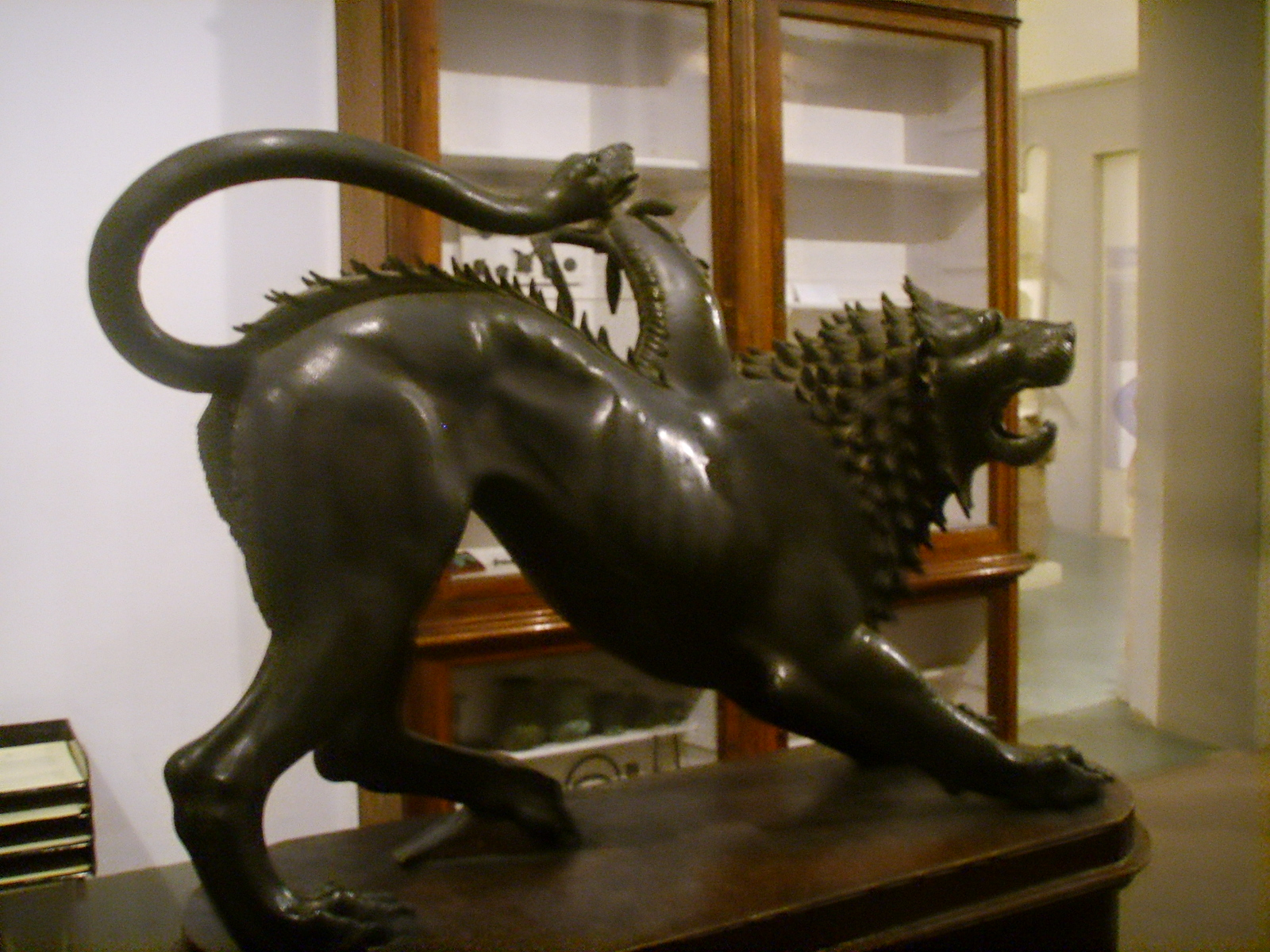
"아레조의 키마이라": 에트루스칸 청동
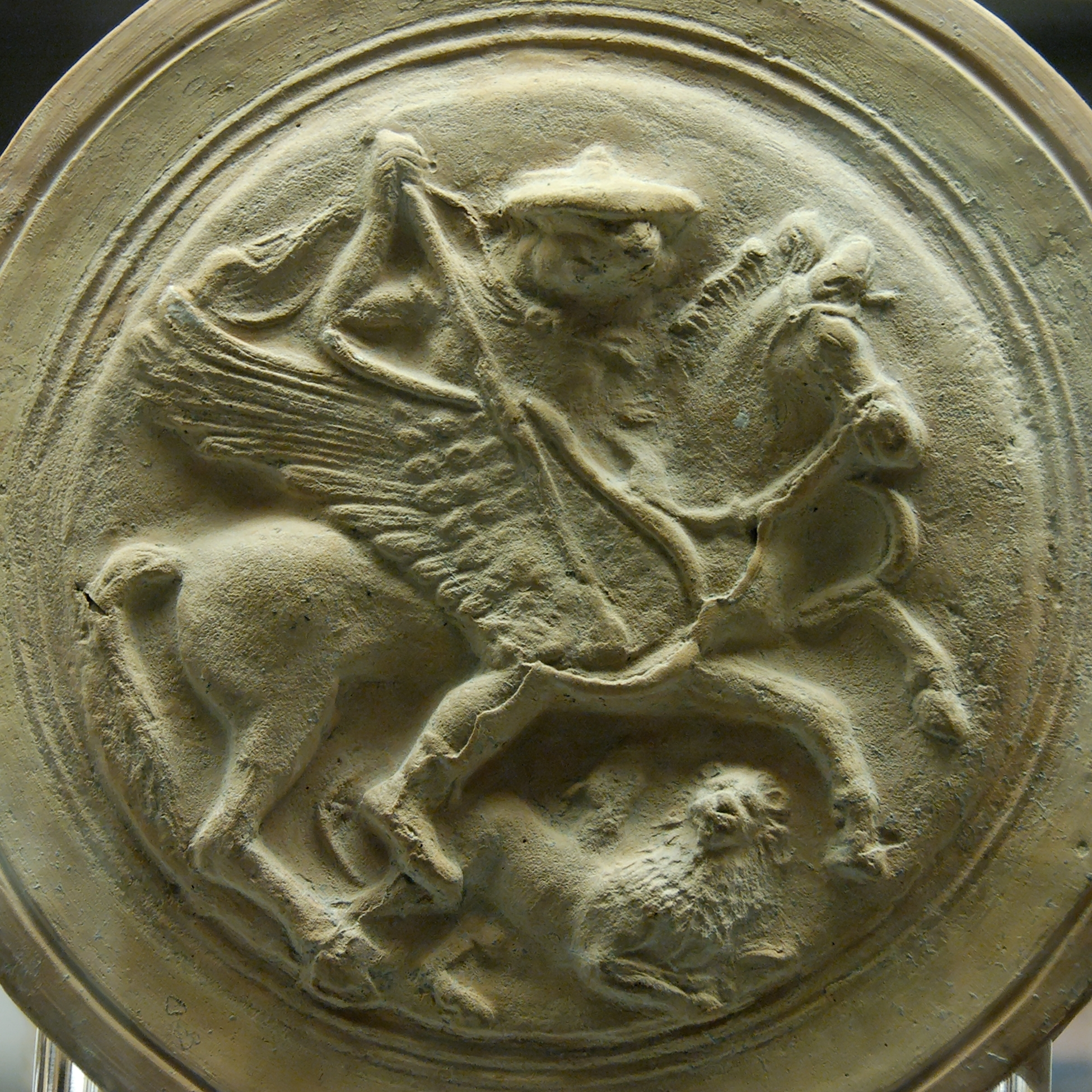
페가수스를 탄 벨레로폰에 의해 죽는 키마이라

## 같이 보기
- 아레초의 키마이라
- 용
- 가루다
- 그리핀
- 수인 (문화)
- 라마수
- 히포캄포스
- 만티코어
- 누에 (요괴)
- 페가수스
- 스핑크스
- 시무르그
- 지즈